# 20060 Johannforster
A 20060 Johannforster (ideiglenes jelöléssel 1993 PV5) a Naprendszer kisbolygóövében található aszteroida. Eric Walter Elst fedezte fel 1993. augusztus 15-én.